# Pasquale Cati

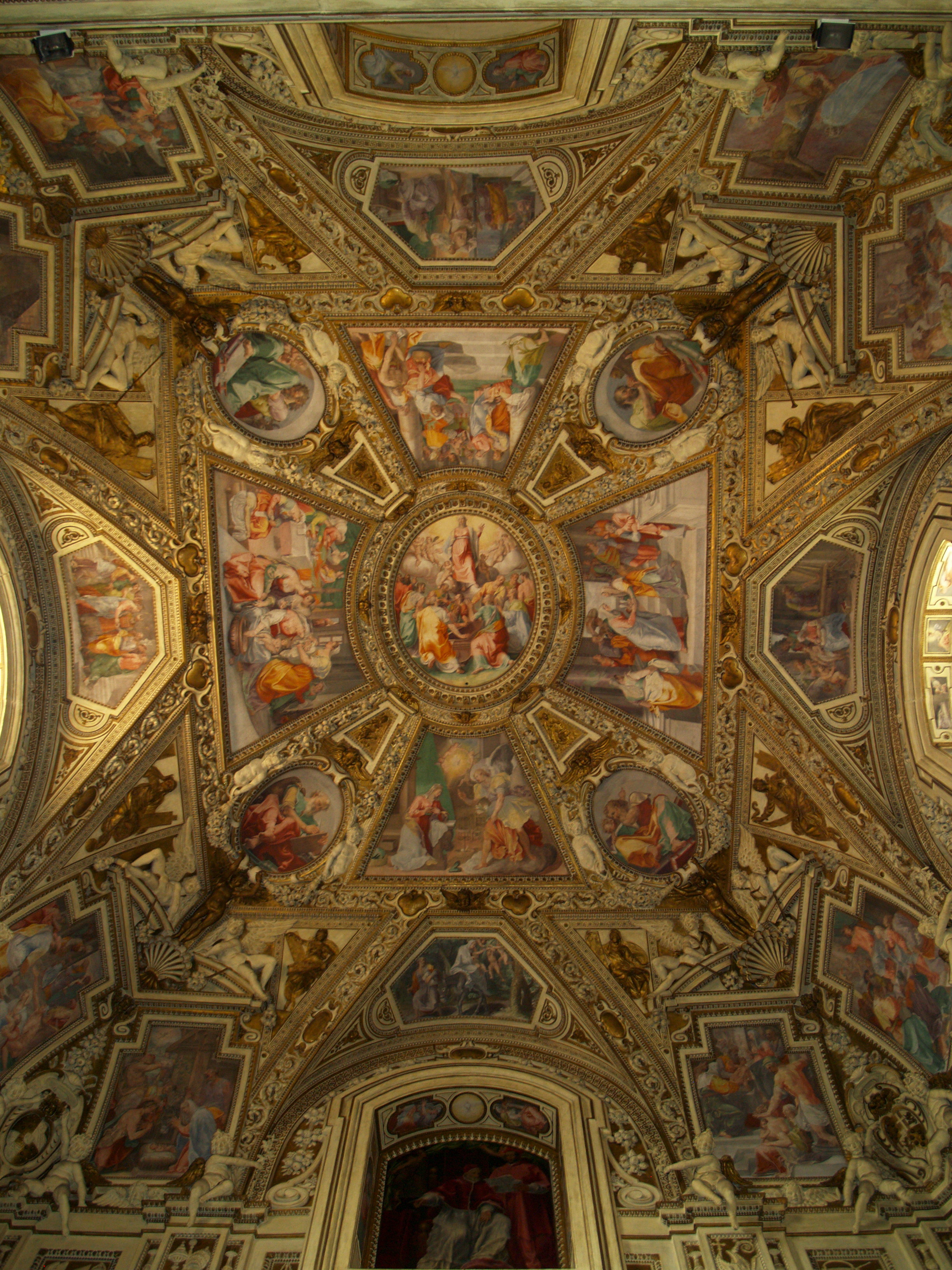
Scener ur Jungfru Marie liv. Cappella Altemps i Santa Maria in Trastevere i Rom.

Pasquale Cati, född cirka 1550 i Jesi, död 1620 i Rom, var en italiensk målare under senrenässansen och ungbarocken.
Han har bland annat utfört fresker i Santa Maria in Trastevere och San Lorenzo in Panisperna i Rom.

## Verk (urval)
- Den helige Laurentius martyrium – San Lorenzo in Panisperna[1]
- Scener ur Jungfru Marie liv – Cappella Altemps, Santa Maria in Trastevere[2]